# گرگ‌ها از برف نمی‌ترسند
گرگ‌ها از برف نمی‌ترسند کتابی از محمدرضا بایرامی است که در سال ۱۳۸۷ منتشر و در مراسم کتاب سال جمهوری اسلامی ایران به‌عنوان کتاب برگزیده معرفی شد.